# Salomona uncinata
Salomona uncinata är en insektsart som beskrevs av George Clifford Carl 1908. Salomona uncinata ingår i släktet Salomona och familjen vårtbitare. Inga underarter finns listade i Catalogue of Life.